# Gilbert Gress
Gilbert Gress (Straatsburg, 17 december 1941) is een Frans-Zwitserse oud-voetballer en voetbalcoach. Gress was een getalenteerde en aanvallend ingestelde middenvelder. Hij viel niet alleen op met zijn uitstekende techniek, maar evenzeer door zijn eigenzinnig karakter, uitgesproken mening, lange haren en grote brillen. Hij brak door als rechtsbuiten bij RC Strasbourg, met wie hij in 1966 de beker won. Nadien was hij jarenlang een sterkhouder bij Stuttgart. In de jaren 70 won hij twee landstitels op rij met Olympique Marseille alvorens zijn carrière af te sluiten bij Straatsburg en het Zwitserse Neuchâtel Xamax. Bij die laatste club begon hij als speler-trainer aan zijn carrière als voetbalcoach. In 1979 werd hij verrassend kampioen met het bescheiden Straatsburg, tot op heden de enige landstitel uit de geschiedenis van de club. In 1980/81 was hij ook even actief bij Club Brugge, maar zijn grootste successen kende hij vooral in Zwitserland. Daar won hij met Neuchâtel twee keer op rij de titel. Van 1998 tot 1999 was hij ook bondscoach van Zwitserland.

## Levensloop

### Beginjaren
Gilbert Gress werd geboren in Straatsburg, dat toen nog Duits grondgebied was. Hij groeide op in het stadsgedeelte Neudorf, waar hij als straatvoetballer begon. Als kind nam Gress het met zijn leeftijdsgenoten van de wijk Schluthfeld op tegen de kinderen van de wijk Saint-Nicolas, waar zijn latere ploegmaat Gérard Hausser woonde. De wedstrijden tussen de jongeren werden regelmatig bijgewoond door Francisco Mateo, toenmalig speler van RC Straatsburg.
Bij de jeugdreeksen van Straatsburg werd de eigenzinnige Gress met zijn kleine gestalte regelmatig letterlijk en figuurlijk over het hoofd gezien. Bovendien had hij lak aan vriendschappelijke duels. Desondanks was hij ervan overtuigd dat hij een professionele voetballer zou worden. Maar toen in 1956 een dokter een hartafwijking vaststelde, leek alles voorbij. Voor zijn eigen gezondheid werd voetballen afgeraden, maar Gress negeerde dat advies en bleef een carrière als profvoetballer nastreven. Bovendien bleek tijdens een medisch onderzoek in 1960 dat hij toch geen hartafwijking had.

### Straatsburg
Dat jaar maakte Gress, een middenvelder die over een uitstekende techniek beschikte, ook zijn debuut in het eerste elftal van RC Straatsburg. In zijn eerste wedstrijd nam hij het op tegen Girondins de Bordeaux. Straatsburg won met 2-1, Gress werd na afloop uitgeroepen tot beste speler van de wedstrijd. In geen tijd werd hij een vaste waarde bij Racing. De journalist Max Urbini lanceerde in die dagen ook zijn bijnaam "L'Ange de la Meinau" (De Engel van Meinau). In 1961 vergeleek de vooraanstaande sportkrant L'Équipe hem met de Franse stervoetballer Raymond Kopa.
De sportieve opmars van de aanvallende middenvelder werd onderbroken door de Algerijnse Oorlog. Gress werd voor een lange periode opgeëist door het Frans leger. Net als heel wat andere sporters werd hij ondergebracht in de legereenheid in Joinville-le-Pont. De aanvallende middenvelder van Straatsburg trainde niet langer mee met zijn ploegmaats en belandde in het tweede elftal. Gress bracht ook 9 maanden door op Afrikaanse bodem. Hij keerde met geelzucht en gewichtsverlies terug naar Frankrijk en dreigde op sportief vlak in de vergetelheid te raken.
Gress was zijn plaats bij Racing Straatsburg kwijtgespeeld, maar dankzij voorzitter Joseph Heintz kreeg hij in een duel tegen Olympique Marseille een nieuwe kans. Straatsburg won met 3-1 en Gress was goed voor een doelpunt en een assist. Met de komst van trainer Paul Frantz in 1964 bloeide Gress volledig open als rechtsbuiten. In het seizoen 1964/65 zette Straatsburg een opmerkelijke Europese campagne neer. De Fransen schakelden in de eerste ronde van de Jaarbeursstedenbeker de Italiaanse topclub AC Milan uit. Een ronde later moest FC Basel eraan geloven, waarna Straatsburg het moest opnemen tegen FC Barcelona. Ook de Catalanen, die bovendien interesse toonden in Gress, werden uitgeschakeld. In de kwartfinale raakte Straatsburg niet voorbij Manchester United. Matt Busby, toenmalig trainer van de Engelse club, bewierookte de prestaties van Gress en vergeleek hem met Gouden Bal-winnaar Denis Law. Een seizoen na het Europese succes wist Straatsburg voor het eerst sinds 1951 de Franse beker te winnen. In de finale won Straatsburg met 1-0 van FC Nantes.

### Stuttgart
In een periode waarin Franse voetballers zelden het buitenland opzochten, tekende Gress een contract bij het West-Duitse VfB Stuttgart. De club betaalde zo'n 300.000 FF (zo'n 45.000 euro) voor zijn transfer. De Bundesliga, en meer bepaald Stuttgart, werd aandachtig gevolgd in de Elzas. Gress, die in eigen land nog steeds niet iedereen van zijn kunnen overtuigd had - zo werd hij niet geselecteerd voor het WK in Engeland - hoopte in Duitsland sportieve revanche te nemen.
Zijn transfer bleek een schot in de roos te zijn, hoewel hij aanvankelijk als een excentriekeling gezien werd. Met zijn bril en lange haren leek hij meer op een Beatle dan een profvoetballer. Zijn kapsel werd ingekort onder druk van coach Albert Sing.
In geen tijd wist Gress ook de harten van de Duitse voetbalsupporters te veroveren. De rebelse rechtsbuiten werd een titularis bij Stuttgart, met wie hij echter geen prijzen won en steevast in de middenmoot eindigde. Maar door zijn uiterlijk en uitgesproken mening verwierf hij in Duitsland wel een cultstatus. Bovendien schopte hij het als speler van Stuttgart voor het eerst tot de nationale ploeg van Frankrijk.
Ondanks zijn sportieve waarde voor Stuttgart liet de Duitse club hem in januari 1971 naar Marseille vertrekken. De club zat in geldnood en kon de transfersom van Gress goed gebruiken, hoewel er binnen de club ook leden waren die hem liever zagen blijven.

### Olympique Marseille
In zijn eerste maanden bij Olympique Marseille veroverde Gress meteen de landstitel. De inmiddels 29-jarige Fransman werd de draaischijf van het team en was meteen van onschatbare waarde. In 1972 werd hij met l'OM voor de tweede keer op rij kampioen. Dat jaar veroverde Marseille ook de beker na een 2-1 zege tegen Bastia. In 2,5 jaar speelde Gress meer dan 100 wedstrijden voor Marseille.
In Europa gooide Marseille echter geen hoge ogen. In 1971/72 werd de Franse landskampioen al in de tweede ronde van de Europacup I uitgeschakeld door Ajax. Een jaar later overleefde Marseille zelfs de eerste ronde niet. Ditmaal was het Italiaanse Juventus te sterk.

### Terug naar Straatsburg
In 1973 keerde de 31-jarige middenvelder terug naar zijn Straatsburg. De club had er een slecht seizoen opzitten en was net niet gedegradeerd. Na de terugkeer van de Engel van Meinau belandde Straatsburg twee jaar op rij in de middenmoot. Hij wou vervolgens zijn contract verlengen met twee jaar, maar de club stelde slechts een jaar voor. Voor hem het signaal om andere oorden op te zoeken.

## Statistieken
| Seizoen | Club                | Competitie        | Wed. | Goals |
| ------- | ------------------- | ----------------- | ---- | ----- |
| 1959/60 | RC Strasbourg       | Division 1        | 2    | 0     |
| 1960/61 | RC Strasbourg       | Division 2        | 26   | 6     |
| 1961/62 | RC Strasbourg       | Division 1        | 2    | 0     |
| 1962/63 | RC Strasbourg       | Division 1        | 23   | 5     |
| 1963/64 | RC Strasbourg       | Division 1        | 33   | 3     |
| 1964/65 | RC Strasbourg       | Division 1        | 34   | 3     |
| 1965/66 | RC Strasbourg       | Division 1        | 36   | 3     |
| 1966/67 | VfB Stuttgart       | Bundesliga        | 34   | 3     |
| 1967/68 | VfB Stuttgart       | Bundesliga        | 33   | 9     |
| 1968/69 | VfB Stuttgart       | Bundesliga        | 31   | 6     |
| 1969/70 | VfB Stuttgart       | Bundesliga        | 34   | 5     |
| 1970/71 | VfB Stuttgart       | Bundesliga        | 17   | 2     |
| 1970/71 | Olympique Marseille | Division 1        | 19   | 4     |
| 1971/72 | Olympique Marseille | Division 1        | 37   | 3     |
| 1972/73 | Olympique Marseille | Division 1        | 34   | 1     |
| 1973/74 | RC Strasbourg       | Division 1        | 31   | 3     |
| 1974/75 | RC Strasbourg       | Division 1        | 38   | 5     |
| 1975/76 | Neuchâtel Xamax     | Ligue Nationale A |      |       |
| 1976/77 | Neuchâtel Xamax     | Ligue Nationale A |      |       |
| TOTAAL  | TOTAAL              | TOTAAL            | 464  | 61    |

## Nationale ploeg
Toen Gilbert Gress midden jaren 60 een hoog niveau haalde bij Racing Straatsburg leek het slechts een kwestie van tijd alvorens hij het tot de nationale ploeg zou schoppen. Toen de Franse club het in Europa opnam tegen Manchester United vroeg de legendarische coach Matt Busby zich luidop af waarom Gress nog nooit was opgeroepen voor zijn land. Het trainerstrio van de nationale ploeg bestaande uit Henri Guérin, Lucien Jasseron en Robert Domergue nam hem in 1966 niet mee naar het WK in Engeland. Naar verluidt werd hij niet geselecteerd omdat hij weigerde zijn haar te knippen.
Een jaar later werd Gress voor het eerst opgeroepen voor Les Bleus. Bondscoach Louis Dugauguez durfde de charismatische buitenspeler wel selecteren. Gress debuteerde op 27 september 1967 in Berlijn tegen West-Duitsland. Frankrijk verloor het oefenduel met 5-1. Tien dagen eerder had Frankrijk het opgenomen tegen Polen. Ook toen was Gress opgeroepen, maar Gunther Baumann, toenmalig trainer van Stuttgart, had hem geen toestemming gegeven om deel te nemen aan de interland. Op 6 november 1968 speelde de rechtsbuiten zijn tweede internationale wedstrijd. Het ging om een WK-kwalificatieduel tegen Noorwegen. Ook ditmaal verloren de Fransen (0-1). Gress werd na 73 minuten vervangen door Charly Loubet. Zijn derde en laatste interland speelde hij pas drie jaar later. Op 9 oktober 1971 stonden Les Bleus tegenover Hongarije. Gress viel aan de rust in voor Loubet. Het stond toen al 0-2, hetgeen ook de einduitslag werd.

## Trainerscarrière

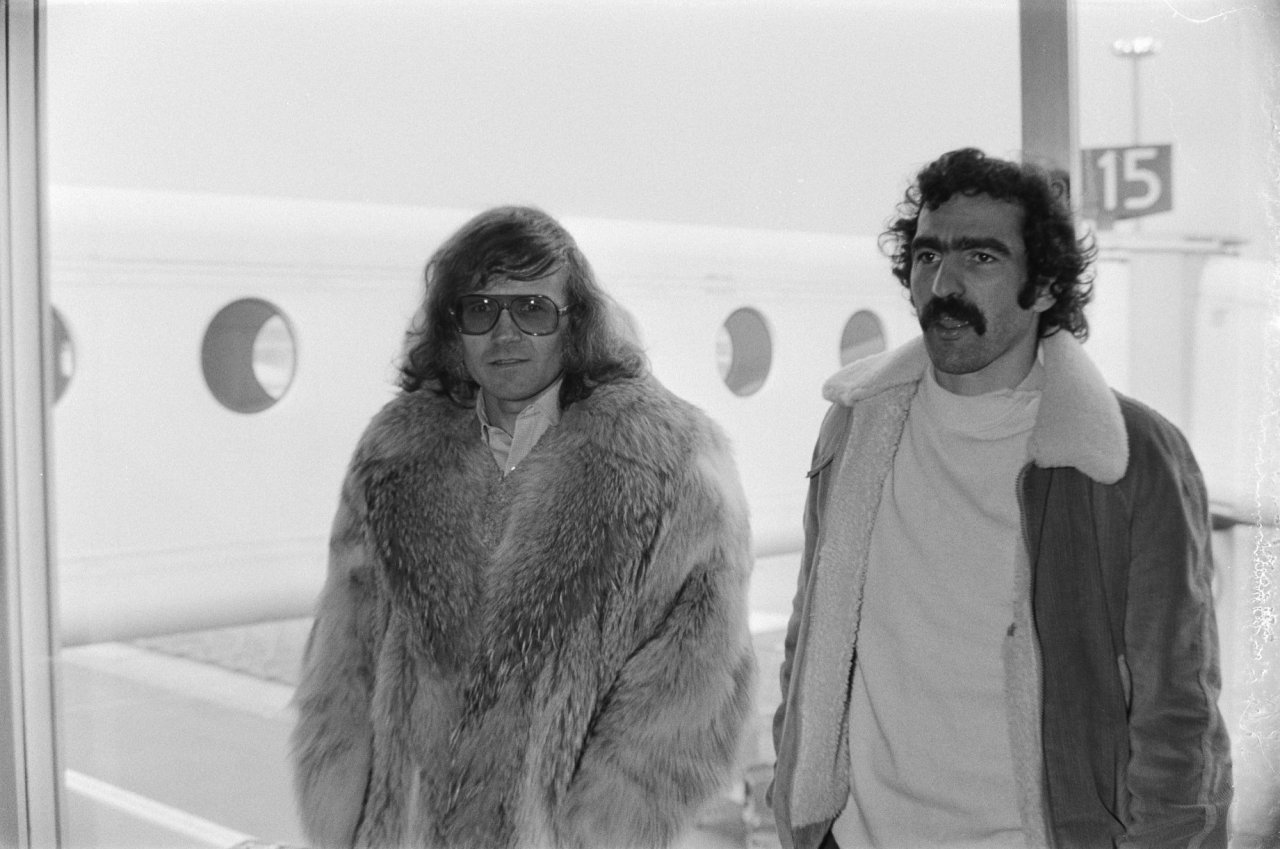
Gilbert Gress (links) en Raymond Domenech in 1980.

In 1975 zei hij Straatsburg vaarwel en verhuisde voor het eerst naar Zwitserland. Twee jaar lang was hij als speler-trainer actief bij Neuchâtel Xamax. Bij de Zwitserse middenmoter zette hij zijn eerste stappen als trainer, maar het was pas bij zijn ex-club Straatsburg dat hij zich een volleerde coach toonde. Na twee jaar in Neuchâtel keerde Gress opnieuw terug naar Straatsburg, waar hij het roer overnam van de ervaren Elek Schwartz. De gewezen bondscoach van Nederland had Straatsburg net terug naar de hoogste afdeling geloodst. Gress, die met zijn lange haren en zwaar brilmontuur nog steeds een opvallende verschijning was, maakte als trainer vooral indruk met zijn psychologische aanpak. Onder zijn leiding groeide het bescheiden Straatsburg in Frankrijk uit tot een te duchten tegenstander. In zijn eerste seizoen werd de club derde en mocht er opnieuw Europees gevoetbald worden. Zelf werd hij dat jaar verkozen tot Trainer van het Jaar. De al grote populariteit van de excentrieke Fransman nam nog toe.
Gress, die bij Straatsburg latere trainers Raymond Domenech en Arsène Wenger onder zich kreeg, loodste zijn team een jaar later verrassend naar de landstitel. Het is tot op heden de enige keer dat de club Frans kampioen werd. De eigenzinnige coach eiste van zijn spelers een professionele en gezonde levensstijl en stond op discipline. Op tactisch vlak liet hij zijn team goed voetballen over de grond. Hij had immers al van op jonge leeftijd een hekel aan lange ballen omwille van zijn kleine gestalte.
Een jaar later mocht Straatsburg voor het eerst deelnemen aan de Europacup I. Gress loodste zijn elftal zonder veel moeite voorbij het Noorse Start Kristiansand en het Tsjecho-Slowaakse ASVS Dukla Praag. In de 1/4 finale speelde de Franse club tegen Ajax in maart 1980. In eigen land werd het 0-0, in Amsterdam gingen de Fransen met 4-0 onderuit door goals van Dick Schoenaker, Frank Arnesen, Sören Lerby en Tscheu La Ling.
Sinds 1979 speelde ook de trefzekere spits Carlos Bianchi bij Straatsburg. De Argentijn was een individualist en paste niet in het spelsysteem van Gress. Bovendien zat de trainer ook niet op dezelfde golflengte als de invloedrijke voorzitter André Bord. In 1980 gebeurde het onvermijdelijke: Gress werd aan de deur gezet.
In het seizoen 1980/81 ging Gress aan de slag bij Club Brugge. De Fransman volgde er de ontslagen Han Grijzenhout op die een jaar eerder nochtans kampioen was geworden met blauw-zwart. De West-Vlaamse club verkeerde in sportieve moeilijkheden. In de competitie draaide het team niet en ook in Europa was Club Brugge al uitgeschakeld. Gress, die spelers als Jan Ceulemans, Georges Leekens, Walter Meeuws en René Vandereycken onder zijn hoede kreeg, leidde blauw-zwart naar een zesde plaats in het klassement. Doordat Standard Luik in 1981 de beker won, was de zesde plek voldoende om een Europees ticket te bemachtigen. Hoewel Club Brugge zijn seizoen dus op een positieve noot kon afsluiten, mocht de Franse trainer vertrekken.
Hij keerde terug naar Zwitserland waar hij tien jaar lang actief was bij zijn oude werkgever Neuchâtel Xamax. In die periode had hij onder anderen Uli Stielike, Jean-François Larios, Heinz Hermann en René van der Gijp onder zijn hoede. Gress, die de reputatie had een strenge coach te zijn, kwam niet goed overeen met Van der Gijp, die hem de bijnaam "Gilbert Stress" gaf. Van der Gijp was half 1987 door Neuchâtel Xamax aangetrokken in de veronderstelling dat hij een kopsterke centrumspits was, terwijl Van der Gijp een rechterspits was, die niet zo kopsterk was! Gilbert Gress in 1987: "Hij wil geen centrumspits spelen, wat is dat voor een onzin. Hij kán zelfs geen centrumspits spelen, hij hééft er nog nooit gespeeld, dit is niet te gelóven, dit kán niet waar zijn!". In zowel 1987 als 1988 werd de Zwitserse club kampioen, tot op heden de twee enige landstitels uit de clubgeschiedenis. In 1990 verkaste Gress naar Genève, waar hij een jaar coach werd van Servette FC.
In 1991 keerde hij nogmaals terug naar Straatsburg. De club was inmiddels in Division 2 verzeild geraakt. Gress werd aangesteld als de vervanger van Léonard Specht, die eind jaren 70 nog speler was onder hem. Ook deze keer loonde de terugkeer van de kleurrijke trainer. Met spelers als Frank Lebœuf en Stephen Keshi keerde Straatsburg in 1992 terug naar de hoogste afdeling. Daar zorgde Gress ervoor dat de club zich terug in de middenmoot kon nestelen. Maar Gress trok binnen de club alles naar zich toe, hetgeen tot conflicten leidde met tal van spelers en voorzitter Roland Weller. In 2000 zouden de supporters Gress uitroepen tot Trainer van de Eeuw.

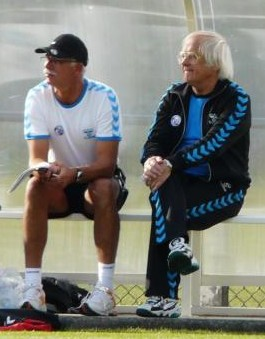
Gilbert Gress (rechts) en zijn assistent Pascal Janin in 2009.

Na drie seizoenen weerklonk de lokroep van het lucratieve Zwitserland weer. Gress, wiens positie bij Straatsburg onhoudbaar was geworden, ging opnieuw aan de slag in Neuchâtel, maar kon er ditmaal geen prijzen pakken. In het seizoen 1996/97 zag het er nochtans goed uit voor de Zwitserse club. Neuchâtel sloot de reguliere competitie af als leider, maar moest die plaats na de tweede speelronde afstaan aan FC Sion.
Op 25 maart 1998 zette Gress een stap hogerop in het Zwitsers voetbal. De gewezen rechtsbuiten werd benoemd tot bondscoach van Zwitserland en volgde de Oostenrijker Rolf Fringer op die er niet in geslaagd was om zich te plaatsen voor het WK in Frankrijk. Het volgende doel was EURO 2000 in België en Nederland. Zwitserland belandde in de groep van Italië, Denemarken, Wales en Wit-Rusland. Zwitserland sloot de EK-kwalificatiecampagne af met 14 punten, even veel als Denemarken. Op basis van de onderlinge resultaten mocht Denemarken en niet Zwitserland barragewedstrijden spelen. Na de mislukte kwalificatiecampagne werd Gress aan de deur gezet. Hij werd tijdelijk opgevolgd door Hans-Peter Zaugg.
| Interlands Zwitserland onder leiding van Gilbert Gress | Interlands Zwitserland onder leiding van Gilbert Gress | Interlands Zwitserland onder leiding van Gilbert Gress | Interlands Zwitserland onder leiding van Gilbert Gress | Interlands Zwitserland onder leiding van Gilbert Gress | Interlands Zwitserland onder leiding van Gilbert Gress |
| №                                                      | Datum                                                  | Wedstrijd                                              | Uitslag                                                | Competitie                                             |                                                        |
| ------------------------------------------------------ | ------------------------------------------------------ | ------------------------------------------------------ | ------------------------------------------------------ | ------------------------------------------------------ | ------------------------------------------------------ |
| 1                                                      | 25.03.1998                                             | Zwitserland – Engeland                                 | 1 – 1                                                  | Oefeninterland                                         |                                                        |
| 2                                                      | 22.04.1998                                             | Noord-Ierland – Zwitserland                            | 1 – 0                                                  | Oefeninterland                                         |                                                        |
| 3                                                      | 06.06.1998                                             | Zwitserland – Joegoslavië                              | 1 – 1                                                  | Oefeninterland                                         |                                                        |
| 4                                                      | 02.09.1998                                             | Joegoslavië – Zwitserland                              | 1 – 1                                                  | Oefeninterland                                         |                                                        |
| 5                                                      | 10.10.1998                                             | Italië – Zwitserland                                   | 2 – 0                                                  | EK-kwalificatie                                        |                                                        |
| 6                                                      | 14.10.1998                                             | Zwitserland – Denemarken                               | 1 – 1                                                  | EK-kwalificatie                                        |                                                        |
| 7                                                      | 18.11.1998                                             | Hongarije – Zwitserland                                | 2 – 0                                                  | Oefeninterland                                         |                                                        |
| 8                                                      | 06.02.1999                                             | Slovenië – Zwitserland                                 | 0 – 2                                                  | Oefeninterland                                         |                                                        |
| 9                                                      | 10.02.1999                                             | Oman – Zwitserland                                     | 1 – 2                                                  | Oefeninterland                                         |                                                        |
| 10                                                     | 10.03.1999                                             | Zwitserland – Oostenrijk                               | 2 – 4                                                  | Oefeninterland                                         |                                                        |
| 11                                                     | 27.03.1999                                             | Wit-Rusland – Zwitserland                              | 0 – 1                                                  | EK-kwalificatie                                        |                                                        |
| 12                                                     | 31.03.1999                                             | Zwitserland – Wales                                    | 2 – 0                                                  | EK-kwalificatie                                        |                                                        |
| 13                                                     | 28.04.1999                                             | Griekenland – Zwitserland                              | 1 – 1                                                  | Oefeninterland                                         |                                                        |
| 14                                                     | 09.06.1999                                             | Zwitserland – Italië                                   | 0 – 0                                                  | EK-kwalificatie                                        |                                                        |
| 15                                                     | 18.08.1999                                             | Tsjechië – Zwitserland                                 | 3 – 0                                                  | Oefeninterland                                         |                                                        |
| 16                                                     | 04.09.1999                                             | Denemarken – Zwitserland                               | 2 – 1                                                  | EK-kwalificatie                                        |                                                        |
| 17                                                     | 08.09.1999                                             | Zwitserland – Wit-Rusland                              | 2 – 0                                                  | EK-kwalificatie                                        |                                                        |
| 18                                                     | 09.10.1999                                             | Wales – Zwitserland                                    | 0 – 2                                                  | EK-kwalificatie                                        |                                                        |

In april 2000, net voor het einde van de competitie, werd Gress trainer van FC Zürich. De Zwitserse topclub speelde play-offs en moest proberen de degradatie te vermijden. Gress hield de club in de hoogste afdeling, won ook nog de beker, maar slaagde er in het seizoen 2000/01 niet in om Zürich terug naar de top te leiden. De Zwitsers werden achtste in de competitie en ontsnapten zo op het nippertje aan play-offs.
Na een anderhalf jaar zonder club vond Gress in januari 2002 een nieuwe werkgever. Voor het eerst sinds 1994 ging hij terug naar Frankrijk. FC Metz bengelde onderaan het klassement en zette trainer Albert Cartier aan de deur. Maar ook na de komst van Gress kwam er geen grote ommekeer. Metz sloot de competitie af als voorlaatste en zakte samen met bekerwinnaar FC Lorient naar de tweede divisie. Vanaf dan nam Jean Fernandez de taken van Gress over.
De inmiddels 61-jarige Fransman werd in 2003 voor het eerst coach van een Oostenrijkse club. SK Sturm Graz had al snel spijt van de samenwerking, want de club zakte meteen weg in het klassement en zette hem na 91 dagen aan de deur. Sturm Graz nam vervolgens oud-speler Mihailo Petrović in dienst, maar ook hij raakte niet verder dan de voorlaatste plaats.
Sion, dat hem in 1997 de titel afsnoepte, werd in augustus 2004 zijn nieuwe werkgever. De club vertoefde inmiddels in de Challenge League, de tweede afdeling in het Zwitserse voetbal. Gress streed tot de laatste speeldag om de promotie, maar kwam net een punt te kort om vicekampioen te worden.
In 2007 werd hij even coach van FC Aarau, dat voorlaatste was geworden in de Zwitserse competitie en dreigde te degraderen. De club streed met AC Bellinzona, de vicekampioen uit de Challenge League, om een plaats in de hoogste afdeling. Aarau trok onder Gress aan het langste eind en hoefde niet te degraderen. Na moeilijke onderhandelingen kwam hij het met bestuur niet tot een akkoord over een contractverlenging.
In juni 2009 keerde Gress, die nu ook de reputatie van een redder in nood had, voor de tweede keer terug naar Straatsburg. Zijn geliefkoosde club was weer naar Ligue 2 gezakt en hoopte dat Gress nog eens kon stunten. Maar de eigenzinnige coach botste al snel met het bestuur. Het kwam zelfs tot een handgemeen met hoofdaandeelhouder Philippe Ginestet. In augustus 2009 mocht Gress zijn koffers pakken en stapte ook Léonard Specht op die even voordien Ginestet had opgevolgd als voorzitter.

## Erelijst

### Als speler
| Nationaal         |    |            |
| Frans kampioen    | 2x | 1971, 1972 |
| Coupe de France   | 2x | 1966, 1972 |
| Coupe de la Ligue | 1x | 1964       |

### Als trainer
| Nationaal                           |    |                  |
| Frans kampioen                      | 1x | 1979             |
| Zwitsers kampioen                   | 2x | 1987, 1988       |
| Beker van Zwitserland               | 1x | 2000             |
| Zwitserse Supercup                  | 3x | 1987, 1988, 1990 |
| Individueel                         |    |                  |
| Trainer van het Jaar (Frankrijk)    | 1x | 1978             |
| Trainer van de Eeuw (RC Strasbourg) | 1x | 2000             |

## Trivia
- Gress trouwde omstreeks 1964 met Béatrice.
- Hij was de eerste Franse speler in de Bundesliga (de competitie werd pas in 1963 ingevoerd).
- Gaf als kind zijn ploeggenoten instructies op papier tijdens wedstrijden.